# Sinta Nuriyah
Sinta Nuriyah Wahid, née le 8 mars 1948 dans le kabupaten de Jombang, est la femme du président indonésien Abdurrahman Wahid. Elle fut Première dame du pays de 1999 à 2001.
Elle prône un islam tolérant et a notamment critiqué la polygamie.
En 2018, elle intègre la liste Time 100 des personnalités les plus influentes du monde.